# José Marín Riveros
José Alejandro Marín Riveros (18 de septiembre de 1966) es un historiador y académico chileno dedicado a la Historia Medieval, donde específicamente se ha enfocado en antigüedad tardía y el periodo bizantino.
Ha hecho clases en universidades principales de Chile, siendo su trayectoria profesional reconocida por casas de estudio como la Pontificia Universidad Católica de Chile (PUC). Asimismo, ha sido decano y secretario general de su alma mater, la Pontificia Universidad Católica de Valparaíso (PUCV), donde fue discípulo de Héctor Herrera Cajas.
Ha participado en la inauguración de años académicos doctorales, además de seminarios tanto nacionales como internacionales. Asimismo, ha sido columnista en medios como El Mostrador.

## Biografía
El Profesor Marín ingresó en 1985 a la Pontificia Universidad Católica de Valparaíso (PUCV), donde obtuvo el título de Profesor de Historia y Geografía a inicios de los años 90', donde también completó los grados de Licenciado y Magíster en Historia.
Desde 1993 es profesor de Historia Medieval en su alma mater, la PUCV, donde es profesor titular hasta la fecha. En 1995, se incorporó a la Pontificia Universidad Católica de Chile (UC), donde también hace clases en la actualidad. 
En 1996, fue becado por la República de Grecia y otras instituciones privadas para estudiar lengua griega moderna en la Facultad de Filosofía de la Universidad de Atenas, donde también investigó en su biblioteca.
Concluido su periodo en Grecia, durante los años 2000 se mantuvo como profesor en la PUCV y la UC. Sin embargo, en dicho periplo inició un doctorado en Historia Medieval en la Universidad de Barcelona, el cual concluyó en 2008.
En 2013, fue invitado por la sociedad internacional de estudios medievales «Carmen», representando al capítulo chileno en la reunión anual realizada en Portugal.

## Obras

### Libros
- Textos históricos del imperio romano hasta el siglo VIII (2003). RIL Editores
- Cruzada, guerra santa y Yihad. La Edad Media y Nosotros (2003). Ediciones Universitarias de Valparaíso
- La Crónica de Monemvasía, texto y contexto, una revisión a partir de las fuentes visigodas del siglo VII (2010). Ediciones Universitarias de Valparaíso